# Conus visagenus
Conus visagenus is een in zee levende slakkensoort uit het geslacht Conus. De slak behoort tot de familie Conidae. Conus visagenus werd in 1974 beschreven door Kilburn. Net zoals alle soorten binnen het geslacht Conus zijn deze slakken roofzuchtig en giftig. Zij bezitten een harpoenachtige structuur waarmee ze hun prooi kunnen steken en verlammen.